# Philippe Droguet
 (juillet 2013).
Pour les articles homonymes, voir Droguet (homonymie).
Philippe Droguet est un artiste français, né le 1er avril 1967  à Roussillon, dans l’Isère, France.

## Analyse de l’œuvre
L’œuvre de Philippe Droguet parle du corps, de l'individu et de son environnement.
À partir de la fin des années 1980, son travail utilise principalement les matières organiques, à commencer par les vessies de bœuf qu’il trouve aux abattoirs de Mâcon (où il est inscrit à l’École des Beaux-arts), et dont il recouvre des objets. Les pièces sont souvent retravaillées avec du sang, du bitume ou de l’encre.
Plus tard, les matières issues de la nature ainsi que des objets usuels de la vie de tous les jours sont également utilisés. La paraffine fige des tissus. L’intérieur de baignoires, des coquillages, et d'autres objets sont recouverts de forêts de clous et vis, créant une piquante peau de métal et un sentiment ambigu d’attirance et de répulsion,.

## Expositions personnelles
- 1997 : Fossiles, Galerie L, Saint-Étienne, France
- 1998 : Intramuros, Le numéro Sept, Mâcon, France
  - Extrait, Château de Taurines, Centrès, France
- 1999 : Et trophées, Le Pez-Ner, Villeurbanne, France
  - Transhumance, AAAc Recologne-lès-Ray, Espace Cotin, Lure, France
- 2004 : Vestiaire, Galerie du Tableau, Marseille, France
- 2006 : Matière à doute, Centre d’art contemporain de Lacoux, Hauteville-Lompnes, France
- 2012 : Witness, Galerie Pietro Spartà, Chagny, France
- 2013 : Blow Up, Musée d'art contemporain de Lyon, en partie réalisée avec des pièces de la collection du musée[3],[1], Lyon, France[4]

## Expositions collectives
- 1994 : Salon de "La Jeune Peinture", Espace Eiffel-Branly, Paris, France
- 1995 : Salon de "La Jeune Peinture", Espace Eiffel-Branly, Paris, France
- 1996 : G7 Création, Musée d’art contemporain, Lyon, France
- 1998 : Supplément d’âme, Musée de la Mine, Saint-Étienne, France
  - Les paradoxes du réel, la réalité des utopies, Galerie Zacheta, Varsovie, Pologne
  - L’art sur la place, Biennale d’art contemporain, Lyon, France
- 1999 : Ô Saisons, Ô châteaux !, Musée des Ursulines, Mâcon, France
  - Konvers, Künstlerbund, Spire, Allemagne
  - Comme des bêtes, Villaine-en-Duesmois, France
  - Les paradoxes du réel, la réalité des utopies, Muscarnock, Budapest, Hongrie
- 2001 : Collection de l’artiste, Musée des Ursulines, Mâcon, France
- 2004 : Bloody Mary, Aperto, Montpellier, France
- 2005 : Animaux… Animaux, Orangerie du Parc de la Tête d’or, Lyon, exposition organisée par le MAC
- 2007 : Veduta, Biennale de Lyon, Musée urbain Tony Garnier, Lyon, France
  - Merveilleux ! D’après nature, Château de Marlbrouck, Manderen, Luxembourg
  - Art Brussels, Galerie Pietro Spartà, Bruxelles, Belgique
- 2008 : FIAC, Galerie Petro Spartà, Paris, France
  - Art Brussels, Galerie Pietro Spartà, Bruxelles, Belgique
- 2009 : Art Brussels, Galerie Pietro Spartà, Bruxelles, Belgique
  - FIAC, Galerie Pietro Spartà, Paris, France
  - Résurrection, Veduta-Biennale de Lyon, France
  - Musée urbain Tony Garnier, Lyon, France
- 2010 : Art Brussels, Galerie Pietro Spartà, Bruxelles, Belgique
- 2011 : FIAC, Galerie Pietro Spartà, Paris, France
- 2012 : Se souvenir de la mer, Domaine départemental du Château d’Avignon, Saintes-Maries-de-la-Mer, France
  - FIAC, Galerie Pietro Spartà, Paris, France
  - ArtBrussel, Galerie Pietro Spartà, Bruxelles, Belgique
- 2013 : Fiac hors les murs, Muséum National d'Histoire Naturelle, Paris[5]